# Index der mehrdimensionalen Armut
Der Index der mehrdimensionalen Armut (englisch Multidimensional Poverty Index, abgekürzt MPI) ist ein vom Entwicklungsprogramm der Vereinten Nationen (UNDP) veröffentlichter Indikator, der Armut durch eine Kombination mehrerer Einzelindikatoren aus den drei Dimensionen Bildung, Gesundheit und Lebensstandard misst. Der Index wird speziell für Entwicklungsländer betrachtet. Angesichts mangelnder Datengrundlagen (in vielen Ländern fehlen Werte zu Einzelindikatoren) verzichtet das Entwicklungsprogramm – anders, als das beispielsweise beim Index der menschlichen Entwicklung der Fall ist – bislang darauf, die Ergebnisse in einer Rangliste sortiert darzustellen.
Der Index für mehrdimensionale Armut wurde von der Oxford Poverty & Human Development Initiative (OPHI) an der Universität Oxford für das Entwicklungsprogramm der Vereinten Nationen entworfen. Sabina Alkire und James Foster entwickelten die Methode und stellten den Index 2011 erstmals zur Diskussion. Nach der Methode gelten jene Menschen als arm, die in mindestens einem Drittel (33 %) der gemessenen Indikatoren einen Mangel erfahren. Eine Person mit einem Mangel in einem einzigen Indikator wird nach dieser Methode nicht als „arm“ definiert. Personen, die einen Mangel in 20–33 % der gemessenen Kategorien aufweisen, gelten als „von Armut gefährdet“ (vulnerable to poverty) und jene Personen, welche in mehr als 50 % einen Mangel aufweisen, leben in „ernsthafter Armut“ (severe poverty).
Der Index der mehrdimensionalen Armut hat drei Kategorien (Dimensionen) und innerhalb dieser insgesamt 10 Indikatoren.
Innerhalb der Kategorien wiegt jeder Indikator gleich viel.
1. Bildung (2 Indikatoren, die jeweils 1/6 zum Gesamtindex beitragen): Anzahl der Schuljahre und Anwesenheit in der Schule
2. Gesundheit (2 Indikatoren, die jeweils 1/6 zum Gesamtindex beitragen): Kindersterblichkeit und Ernährung
3. Lebensstandard (6 Indikatoren, die jeweils 1/18 zum Gesamtindex beitragen): Brennmaterial zum Kochen, Sanitäreinrichtungen, Wasser, Elektrizität, Boden und Besitz.

Der Index kann der Forschung entsprechend modifiziert werden. Weitere relevante Einzelindikatoren können hinzugefügt, unwichtige entfernt werden.

## Beispielergebnisse
Für den Südsudan, ein vom Bürgerkrieg gezeichnetes Entwicklungsland, wurde für 2010 ein Indexwert von 0,6 ermittelt; gemäß Auswertung im Bericht über die menschliche Entwicklung 2015 waren 89 Prozent der Bevölkerung arm, 70 Prozent sogar von „ernsthafter Armut“ betroffen.